# Конференційна матриця
У математиці конференційна матриця (або C-матриця) — квадратна матриця {\displaystyle C} з нулями на діагоналі, та з {\displaystyle +1} і {\displaystyle -1} поза діагоналлю така, що {\displaystyle C^{T}C} кратна одиничній матриці {\displaystyle I}. Отже, якщо матриця має порядок {\displaystyle n}, то {\displaystyle C^{T}C=(n-1)I}. Деякі автори дають загальніше визначення, вимагаючи наявності нуля в кожному рядку і кожному стовпці, але не обов'язково на діагоналі.
Конференційні матриці виникли у зв'язку із завданнями телефонії. Їх увів Вітольд Белевич, термін «конференційна матриця» також увів він. Белевич цікавився створенням ідеальної телефонної мережі конференц-зв'язку з ідеальних трансформаторів. Він відкрив, що такі мережі можна подати конференційними матрицями, що й дало їм назву. Конференційні матриці також застосовують у статистиці та еліптичній геометрії.
Для {\displaystyle n>1} ({\displaystyle n} завжди парне) існує два види конференційних матриць. Якщо звести конференційну матрицю до нормального вигляду, вона стане симетричною (якщо {\displaystyle n} ділиться на 4) чи антисиметричною (якщо {\displaystyle n} парне, але не ділиться на 4).

## Нормальний вигляд конференційної матриці
Щоб отримати нормальний вигляд конференційної матриці {\displaystyle C}, потрібно:
1. Переставити рядки матриці {\displaystyle C} так, щоб усі нулі опинилися на діагоналі (якщо використовується загальніше визначення конференційної матриці)
2. У рядках, перший елемент яких від'ємний, змінити знак у всіх елементів.
3. Змінити або не змінити знак у елементів першого рядка, щоб вийшла симетрична або антисиметрична матриця.

Отримана такими перетвореннями з конференційної матриці матриця також є конференційною матрицею. Перші елементи кожного рядка крім першого в конференційній матриці нормального вигляду дорівнюють 1 (у першому рядку перший елемент 0).

## Симетрична конференційна матриця
Якщо {\displaystyle C} — симетрична конференційна матриця порядку {\displaystyle n>1}, то {\displaystyle n} має бути не лише порівнянним із {\displaystyle 2{\pmod {4}}}, але також {\displaystyle n-1} має бути сумою квадратів двох цілих чисел. Засобами елементарної теорії матриць можна довести, що {\displaystyle n-1} завжди буде сумою квадратів цілих чисел, якщо {\displaystyle n-2} є степенем простого числа.
Для заданої симетричної конференційної матриці {\displaystyle C}, підматрицю {\displaystyle S}, отриману викреслюванням із {\displaystyle C}першого рядка та стовпця, можна розглядати як зейделеву матрицю суміжності деякого графа. Це граф із {\displaystyle n-1} вершиною, що відповідають рядкам і стовпцям матриці {\displaystyle S}, дві вершини є суміжними, якщо відповідні елементи матриці {\displaystyle S} від'ємні. Отриманий граф є строго регулярним і належить до конференційних графів (названих саме через конференційні матриці).
Існування конференційних матриць порядку {\displaystyle n}, дозволене наведеними вище обмеженнями, відоме тільки для деяких значень {\displaystyle n}. Наприклад, якщо {\displaystyle n=q+1} де {\displaystyle q} — степінь простого числа, порівнянний з {\displaystyle 1{\pmod {4}}} , то графи Пелі дають приклади симетричних матриць порядку {\displaystyle n}: як {\displaystyle S} береться зейделева матриця суміжності графа Пелі. Перші кілька можливих порядків симетричних конференційних матриць {\displaystyle n} = 2, 6, 10, 14, 18, (не 22, оскільки 21 не є сумою двох квадратів), 26, 30, (не 34, оскільки 33 не є сумою двох квадратів), 38, 42, 46, 50, 54, (не 58), 62 (послідовність A000952 з Онлайн енциклопедії послідовностей цілих чисел, OEIS); для всіх наведених значень відомо, що симетричні конференційні матриці існують. Для n = 66 питання залишається відкритим[коли?].

### Приклад
Істотно єдина конференційна матриця порядку 6 має вигляд:
{\displaystyle {\begin{pmatrix}0&+1&+1&+1&+1&+1\\+1&0&+1&-1&-1&+1\\+1&+1&0&+1&-1&-1\\+1&-1&+1&0&+1&-1\\+1&-1&-1&+1&0&+1\\+1&+1&-1&-1&+1&0\end{pmatrix}}} ,
решту конференційних матриць порядку 6 можна отримати із даної зміною знака деяких рядків та/або стовпців (а також переставлянням рядків та/або стовпців, якщо використовується загальніше визначення).

## Антисиметричні конференційні матриці
Антисиметричні конференційні матриці можна отримати методом Пелі. Нехай {\displaystyle q} — степінь простого числа із залишком {\displaystyle 3{\pmod {4}}}. Тоді існує граф Пелі порядку {\displaystyle q}, який приводить до антисиметричної конференційної матриці {\displaystyle n=q+1}. Ця матриця виходить, якщо для {\displaystyle S} взяти {\displaystyle q\times q}-матрицю з {\displaystyle +1} на {\displaystyle (i,j)}-ій позиції і {\displaystyle -1} на {\displaystyle (j,i)}-ій, якщо існує ребро орграфа з {\displaystyle i} в {\displaystyle j}, і нулями на діагоналі. Потім {\displaystyle C} будується із {\displaystyle S}, як і в симетричному випадку, але перший рядок складається з недодатних чисел. Отримана в такий спосіб {\displaystyle S} буде антисиметричною конференційною матрицею.
Цей метод вирішує лише невелику частину проблеми визначення, для яких {\displaystyle n}, що діляться на 4, існує антисиметрична конференційна матриця порядку {\displaystyle n}.